# Xochicalco (Morelos)
Xochicalco es una localidad del estado mexicano de Morelos. Es parte del municipio de Miacatlán.

## Toponimia
El nombre «Xochicalco» proviene de los términos en náhuatl: xochitl, flor; calli, casa; co, locativo. Su significado es «En la casa de las flores».

## Demografía
| Gráfica de evolución demográfica |
|                                  |

| Censo | Población |
| ----- | --------- |
| 1970  | 138       |
| 1980  | 336       |
| 1990  | 757       |
| 2000  | 1108      |
| 2010  | 1361      |
| 2020  | 1010      |